# Frederikshavn Metodistkirke
Frederikshavn Metodistkirke er en frikirke med  menighedshus i Frederikshavn. Kirken er udført af arkitekt Willy Jørgensen og blev indviet den 12. september 1971.
Kirkens menighed udøver den protestantiske trosretning metodisme.

## Ekstern henvisning
- Frederikshavn Metodistkirkes hjemmeside Arkiveret 10. oktober 2007 hos  Wayback Machine

57°26′21.42″N 10°30′15.49″Ø / 57.4392833°N 10.5043028°Ø